# Лондон XIX века
В статье описывается история Лондона в XIX веке.

## Общие сведения
За XIX век Лондон стал крупнейшим городом мира и столицей Британской империи. Его население в 1800 году составляло 1 миллион, а веком позже стало 6,7 миллиона человек (среднегодовой прирост 1,9 %). За это время Лондон стал всемирной политической, торговой и финансовой столицей. До середины данного века он оставался единственным городом, претендующим на это звание, пока в борьбу за него не включились Париж и Нью-Йорк.
В то время, как строились модные районы для лиц, заработавших при строительстве империи, Лондон XIX века также был городом нищеты, где миллионы людей жили в переполненных и антисанитарных трущобах. Жизнь этих бедняков была увековечена в произведениях художественной литературы, таких как роман Чарльза Диккенса Приключения Оливера Твиста.
Одним из самых известных событий, произошедших в Лондоне за XIX век, была Всемирная выставка 1851 года. Она базировалась в Хрустальном дворце и привлекла посетителей со всего мира, отразив в себе Великобританию в момент наивысшего расцвета.
Как столица крупной империи Лондон привлекал иммигрантов из колоний и бедных европейских стран. В Викторианскую эпоху в Лондон переселилось довольно большое количество ирландцев, большинство из которых бежало из своей страны во время Великого голода 1845—1849 годов. Одно время ирландцы даже составляли 20 % от населения Лондона. В Лондоне также находилась крупная еврейская община, а также несколько маленьких общин выходцев из Китая и Южной Азии.

## Строительство железной дороги
В Лондоне XIX века произошли значительные преобразования с началом общественного использования железнодорожного транспорта. Новая сеть столичной железной дороги позволила развиваться пригородам, из которых люди, принадлежащие к среднему или высшему классу, теперь могли легко добраться до центра. Это стимулировало рост города, но также и усугубило разрыв между классами; богатые горожане переезжали в пригороды, тогда как городские районы оставались заселёнными беднотой.
Первая железная дорога в Лондоне, London and Greenwich Railway, короткая линия, соединяющая Лондонский мост с Гринвичем, была открыта в 1836 году. Вскоре за этим последовало строительство крупных вокзалов, поезда с которых связывали Лондон со всеми частями Великобритании. Они включали Истон (1837), Паддингтон (1838), Фенчёрч (1841), вокзал Ватерлоо (1848), Кингс-Кросс (1850) и Сент-Панкрас (1863). В 1863 началось строительство Лондонского метрополитена.

## Управление
В 1829 году премьер-министр Роберт Пил основал столичную полицию, которая действовала на территории всего города. В народе служащих прозвали «бобби» или, по имени основателя, «пилеры».
Продолжилась урбанизация близлежащих к Лондону районов, которой подверглись Излингтон, Паддингтон, Белгравия, Холборн, Финсбури, Шордитч, Саутуарк и Ламбет. Из-за быстрого роста Лондона к середине века возникла необходимость реформы системы местного самоуправления.
За пределами Сити, попытки расширения границ которого оканчивались неудачей, система местного самоуправления Лондона представляла собой архаичную систему приходов, которые разделяли между собой административные задачи. В 1855 году, в попытке решить эту проблему, был создан Столичный совет по работам (MBW), который должен был создать надлежащую растущему городу инфраструктуру. Он был первым органом самоуправления для всего Лондона.
Одной из первых задач этого совета стояло решение проблем лондонской санитарии. В то время неочищенные сточные воды сбрасывались прямо в Темзу. Это привело к Великому зловонию в 1858 году. Загрязнение питьевой воды, собираемой из Темзы, привело также к распространению болезней и эпидемий.
Парламент Великобритании дал согласие на постройку канализационной системы по плану MBW. Ответственным за постройку новой системы был назначен инженер Джозеф Базэлджет. Он курировал воплощение одного из крупнейших инженерных сооружений XIX века, состоявшего из более чем 2100 километров труб и тоннелей под Лондоном, которые должны были собирать сточные воды и обеспечивать жителей питьевой водой. По завершении строительства лондонской канализационной системы в Лондоне резко уменьшилась смертность, а также прекратились эпидемии холеры и других заболеваний. Система Базальгетте используется и поныне.
Metropolitan Board of Works не был выборным органом, что делало его непопулярным среди лондонцев. В 1888 году он был распущен и заменён Советом Лондонского графства. Он стал первым выборным административным органом лондонского самоуправления. Власть Совета охватывала всю область, ранее контролируемую MBW, но теперь она называлась Лондонское графство. В 1900 году графство было поделено на 28 боро, в которых действовали более мелкие чем Совет Лондонского графства органы самоуправления.

## Загрязнение
Одной из главных экологических проблем Лондона в XIX веке стал дым от сжигания угля. Многочисленные фабрики, заводы и домашние печи потребляли огромное количество угля. Так к 1880 году потребление угля достигло 10 млн тонн в год, из за чего город получил прозвище «Большой Дым». Ухудшение экологической ситуации негативно сказывалось на здоровье лондонцев и окружающей среде города.

## Достопримечательности
В XIX веке были созданы многие лондонские достопримечательности:
- Трафальгарская площадь
- Биг-Бен и здание Парламента[8]
- Альберт-холл
- Музей Виктории и Альберта[9]
- Тауэрский мост[10]